# Rue de Richebourg
La rue de Richebourg est une voie de Nantes, en France.

## Situation et accès
Située dans le quartier Malakoff - Saint-Donatien, la  rue de Richebourg est une voie piétonne bitumée. Rectiligne, elle relie la rue Stanislas-Baudry (près du jardin des plantes et de la gare) à la rue Henri-IV et la place Duchesse-Anne (près du château des ducs de Bretagne). Elle rencontre, d'est en ouest, les rues Montcalm et Saint-François, l'impasse Saint-François, puis la rue Surcouf, l'impasse Vaudreuil, enfin le rues Rabelais, Coustou, de Loynes et Général-de-Lasalle. À l'exception de l'impasse Vaudreuil, les rues situées au sud, côté impair, font communiquer l'artère avec l'allée Commandant-Charcot qui lui est parallèle et est distante d'une cinquantaine de mètres.

## Origine du nom
Le nom de la rue lui vient de celui du faubourg qu'elle traverse, et qui a porté les noms de « Bourg-Fumé », « la Moussière », et surtout, « Richebourg » (« bourg riche »).

## Historique
À l'est du château, au-delà de l'enceinte gallo-romaine fortifiée au XIIIe et XVe siècles, un bourg se développe grâce à la présence de l'eau : l'étier de Mauves, alimenté par le ruisseau du Seil (ou Sail) en provenance de Sainte-Luce-sur-Loire, donne dans le canal Saint-Félix. Cité pour son activité dès le Moyen Âge, le « riche bourg » connaît au XVIIe siècle une période faste avec l'installation de manufactures sucrières.
À la fin du XVIIe siècle, la rue compte 6 des 16 raffineries de sucre que compte la ville :
- la Croix-Blanche, de 1680 à 1733 environ ;
- la Porte-Rouge, de 1688 à 1690 ;
- le Pigeon-Blanc, de 1685 à 1718 ;
- le Pavillon-Royal, peut-être 1653, ou de 1693 à 1734 ;
- le Chapeau-Rouge, de 1698 environ à après 1718 ;
- la raffinerie de Richebourg, vers 1678-1687.

À la fin du XVIIIe siècle, la moitié des 19 raffineries de sucre nantaises sont dans la rue de Richebourg :
- la Croix-Blanche, devenue Dumont aîne, de 1787 environ à 1817 ;
- Saint-Omer, sans doute anciennement la Porte-Rouge, de 1787 environ à 1807 ;
- le Pigeon-Blanc, devenue Duvernay, de 1787 à après 1790 ;
- le Pavillon-Royal, devenue Gallon frères, de 1750 à 1812 ;
- Phelippon, avant 1790 à 1801 ;
- Provost-Archambault, vers 1750-1815 ;
- Saint-Omer jeune, vers 1788-avant 1799 ;
- Freneau, vers 1776-avant 1791 ;
- Guichet, 1778-1793.

En janvier 1792, Jean-Baptiste Carrier, après avoir occupé l'hôtel de La Villestreux, s'installe dans une maison située rue Richebourg, à l'angle des actuelles rues d'Allonville et Frédéric-Cailliaud. Cette maison, un hôtel particulier bâti au XVIe siècle, conservera ensuite les modifications apportées par Carrier (ouvertures donnant sur la rue obstruée) et sera détruite en 1972.
En 1825, Victor Mangin (1787-1853) soulignait, dans son journal L'Ami de la Charte, la nécessité d'élargir la rue de Richebourg, inadaptée à l'activité industrielle du quartier.

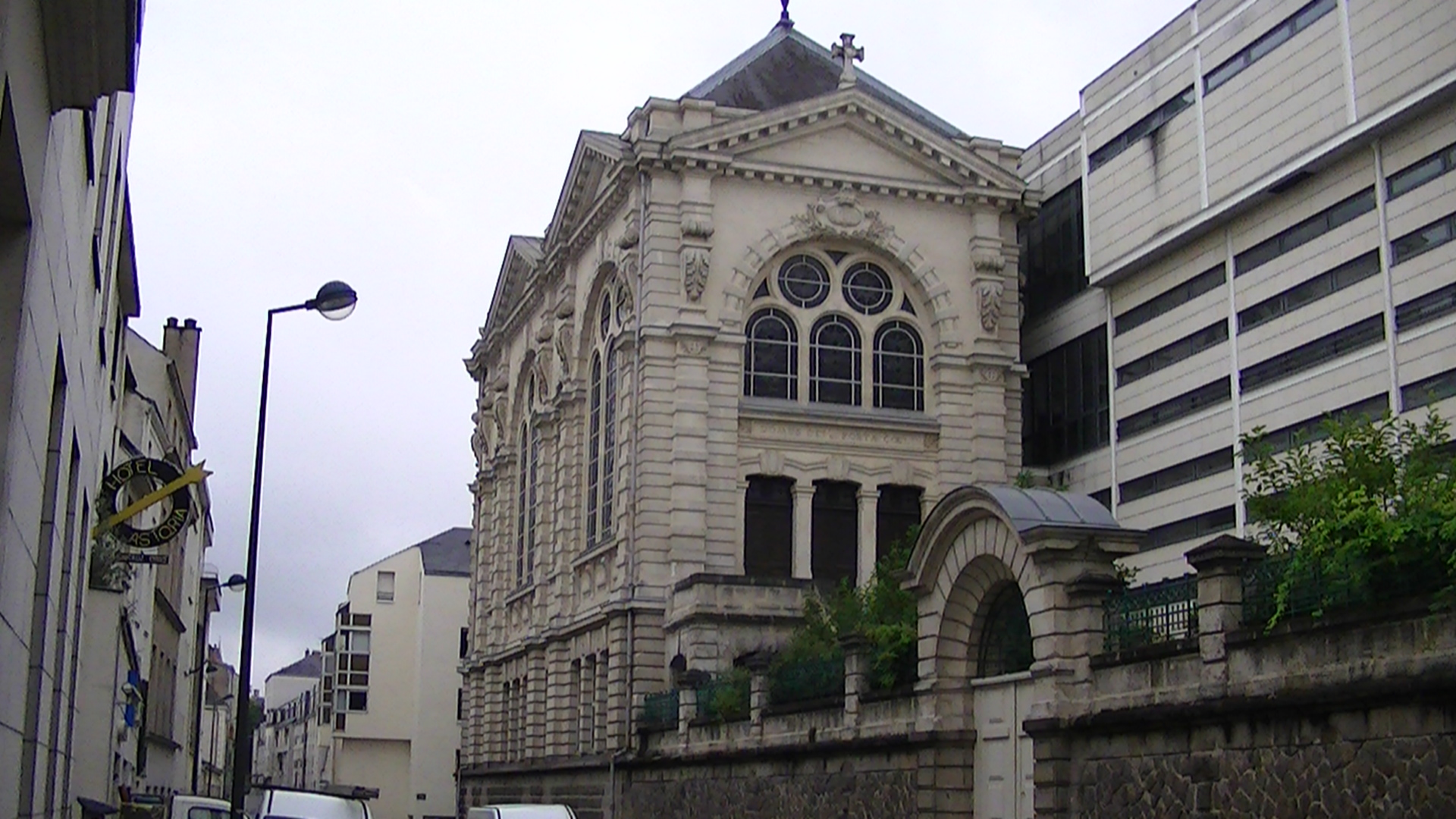
La chapelle du lycée Georges-Clemenceau.

C'est dans la rue de Richebourg, approximativement au niveau de l'extrémité sud de l'actuelle rue Stanislas-Baudry, qu'une entreprise de bains-douches, appuyée sur une minoterie utilisant la vapeur, est implantée par Stanislas Baudry. Celui-ci décide de créer, en 1826, une ligne de transport collectif menant ses clients depuis le centre de Nantes (place du Commerce) vers son établissement. Devant le succès rencontré, Baudry crée ensuite une ligne régulière indépendante des bains-douches entre les Salorges et la rue de Richebourg. Il s'agit de la première ligne de transport en commun en France utilisant des véhicules ouverts à tous sur des lignes prédéfinies.
L'arrivée du chemin de fer à Nantes bouleverse le quartier. Le site de la prairie de Mauves est choisi pour l'implantation de la gare d'Orléans. Le long des nouvelles installations construites entre 1847 et 1853, au nord, une rue latérale est ouverte ; cette « voie latérale » prendra plus tard le nom boulevard Stalingrad. Elle prolonge le « quai de Richebourg » (actuelle Allée Commandant-Charcot), aménagé à partir de 1816, qui est élargi, et devient l'axe de circulation principal du quartier, supplantant la rue de Richebourg, trop étroite.
En 1854, il est décidé d'étendre le jardin des plantes vers le sud. Il faut attendre 1858 pour voir la réalisation de ce projet. La rue de Richebourg est alors coupée en deux ; la partie est prend le nom de rue d'Allonville en 1874.
Entre 1886 et 1892, le lycée de Nantes (actuel lycée Clemenceau) est reconstruit ; sa partie sud, achevée en 1891, est longée par la rue de Richebourg.
À la fin 2019, des travaux devraient rendre la rue et les artères environnantes entièrement piétonne.

## Bâtiments remarquables et lieux de mémoire
Dans la partie sud du lycée Georges-Clemenceau, la rue de Richebourg longe une chapelle et la « cour de l'infirmerie », à laquelle on peut accéder par une grande porte.
À l'angle de la rue Richebourg et de la rue Henri-IV, se tient l'« hôtel de la Duchesse-Anne », ouvert en 1874. L'immeuble est modifié par l'architecte Ferdinand Ménard dans les années 1930. Il présente dès lors une façade de style Art déco. Après un incendie survenu le 17 juin 2004, l'édifice, très endommagé, est désaffecté. Un projet de construction de logements, respectant l'architecture extérieure du bâtiment, est à l'étude. Il est entièrement démoli en 2021 pour faire place à un projet immobilier du groupe Giboire.

## Rues latérales secondaires
Comme la rue de Richebourg, toutes les voies énumérées ci dessous sont piétonnes.

### Rues menant vers l'ancien quai
Ces rues ou ruelles, qui conduisaient vers le quai le long de l'étier de Mauves, mènent maintenant à l'allée Commandant-Charcot.

#### Rue Montcalm
Cette rue, après avoir été nommée « rue des Hannes » ou « rue des Hennés » (de l'ancien nom de la prairie de Mauves), puis « rue de l'Étier de Mauves », a été baptisée en hommage à Louis-Joseph de Montcalm (1712-1759), lieutenant général des armées en Nouvelle-France,.

#### Rue Surcouf
Le nom du corsaire Robert Surcouf lui a été attribué le 31 décembre 1836,.

#### Impasse Vaudreuil
Le 31 décembre 1856, cette voie est dénommée en hommage à Louis-Philippe de Vaudreuil (1724-1802), officier de marine français du XVIIIe siècle,.
Au début des années 1950, la rue Vaudreuil devient une impasse, un bâtiment venant clore l'extrémité sud.

#### Rue de Loynes
Cette voie est bitumée, ouverte à la circulation automobile. La délimitation du secteur sauvegardé de Nantes passe en son milieu ; les bâtiments côté est de la rue n'en font pas partie.
Le caractère secondaire de la rue se signale par son ancienne appellation, par exemple en 1845, « seconde ruelle du quai de Richebourg, vers le Château ». Le 31 décembre 1856, elle est baptisée du nom d'Augustin de Loynes (1743-1808), nommé maire de Nantes de 1803 à 1805.
En 1853, c'est le long de cette ruelle qu'est installée la prise d'eau pour l'alimentation de la ville par le service d'eau naissant.

#### Rue Général-de-Lasalle
Cette dénomination rend hommage à Antoine Charles Louis de Lasalle, général du premier Empire, mort au cours de la bataille de Wagram.

### Rues vers le nord

#### Rue Saint-François
Cette artère en impasse débouche sur le square Saint-François.
Avant la construction de l'actuel lycée Georges-Clemenceau durant le seconde moitié du XIXe siècle, à l'emplacement du couvent des ursulines et du séminaire attenant, la rue Saint-François était plus longue qu'actuellement et aboutissait rue Georges-Clemenceau, séparant ces deux établissements, que trois passerelles en bois reliant entre eux.

#### Impasse Saint-François
On y accède par cette ruelle piétonne par un porche situé sous un immeuble moderne.

#### Rue Rabelais
Cette dénomination rend hommage au célèbre écrivain satirique de XVIe siècle François Rabelais. Cette artère permet de rejoindre la rue Malherbe.

#### Rue Coustou
Cette dénomination rend hommage à la famille de sculpteurs lyonnais des XVIIe et XVIIIe siècles, les Coustou, qui contribuèrent à l'embellissement de Paris et du château de Versailles. L'artère relie la rue de Richebourg à la rue Malherbe. Seule, sa partie nord est ouverte à circulation automobile.

### Coordonnées des lieux mentionnés
1. ↑  Rue Montcalm : 47° 13′ 04″ N, 1° 32′ 40″ O.
2. ↑  Rue Surcouf : 47° 13′ 03″ N, 1° 32′ 41″ O
3. ↑  Impasse Vaudreuil : 47° 13′ 03″ N, 1° 32′ 43″ O
4. ↑  Rue de Loynes : 47° 13′ 02″ N, 1° 32′ 46″ O
5. ↑  Rue Général-de-Lasalle : 47° 13′ 01″ N, 1° 32′ 48″ O
6. ↑  Rue Saint-François : 47° 13′ 05″ N, 1° 32′ 41″ O
7. ↑  Square Saint-François : 47° 13′ 05″ N, 1° 32′ 44″ O
8. ↑  Impasse Saint-François : 47° 13′ 05″ N, 1° 32′ 42″ O
9. ↑  Rue Rabelais : 47° 13′ 05″ N, 1° 32′ 45″ O
10. ↑  Rue Coustou : 47° 13′ 04″ N, 1° 32′ 46″ O